# Corollospora cinnamomea
Corollospora cinnamomea är en svampart som beskrevs av Jørg. Koch 1986. Corollospora cinnamomea ingår i släktet Corollospora och familjen Halosphaeriaceae.   Inga underarter finns listade i Catalogue of Life.